# Agyrta cryptoleuca
Agyrta cryptoleuca är en fjärilsart som beskrevs av Walker 1856. Agyrta cryptoleuca ingår i släktet Agyrta och familjen björnspinnare. Inga underarter finns listade i Catalogue of Life.